# Бериша, Бесарт
Беса́рт Бери́ша (алб. Besart Berisha; 29 июля 1985, Приштина, Косово, Югославия) — косовский футболист, нападающий. С 2006 по 2009 год выступал за сборную Албании. В 2017 году провёл один матч за сборную Косова.

## Карьера

### В клубах
На родине — в Югославии — в футбольных клубах не играл, в раннем возрасте переехал в Берлин и уже там стал заниматься футболом. Первыми командами стали «Берлинер 49», «Динамо», «Лихтенберг 47» и «Теннис-Боруссия». В составе последнего дебютировал на профессиональном уровне. С 2004 по 2007 год выступал за «Гамбург». Однако в Бундеслиге играл лишь один сезон — 2006/07, в котором дебютировал в 1-м туре, 12 августа во встрече против «Арминии», выйдя на замену на 78-й минуте вместо Найджела де Йонга. Тогда в чемпионате Германии сыграл 12 матчей, забив 1 гол, в Лиге чемпионов сыграл 2 матча, также забив гол, а в Кубке немецкой лиги провёл 1 матч. В 2005 и 2006 годах «Гамбург» отдавал его в аренду в датские клубы — «Ольборг» и «Хорсенс».
В июле 2007 Беришу продали в «Бернли». Однако за английскую команду он не сыграл ни одной встречи, его опять дважды отдавали в аренду. В 2009 его купила немецкая «Арминия».
18 августа 2011 года подписал с клубом австралийской Эй-лиги «Брисбен Роар» однолетний контракт. 15 февраля 2012 года подписал новый двухлетний контракт с клубом.
22 января 2014 года было объявлено о его переходе в «Мельбурн Виктори» с сезона 2014/15, игрок подписал двухлетний контракт с клубом. 20 декабря 2017 года продлил контракт с клубом ещё на один год. 29 июня 2018 года «Мельбурн Виктори» официально объявил об уходе Бериши.
В июне 2018 года присоединился к клубу японской Джей-лиги «Санфречче Хиросима».
27 сентября 2019 года вернулся в Австралию, подписав контракт с новичком Эй-лиги «Уэстерн Юнайтед». Забил первый гол в истории клуба, принеся победу с минимальным счётом в его дебютном матче против «Веллингтон Феникс» 13 октября 2019 года.

### В сборной
В национальной сборной Албании дебютировал 11 октября 2006 года в отборочном матче на чемпионат Европы 2008 против Нидерландов. Также участвовал в отборочном турнире на чемпионат мира 2010. Всего за сборную Албании сыграл 17 матчей и забил 1 гол.

## Статистика выступлений

### В сборной
| Матчи и голы Бесарта Бериши за сборную Косова | Матчи и голы Бесарта Бериши за сборную Косова | Матчи и голы Бесарта Бериши за сборную Косова | Матчи и голы Бесарта Бериши за сборную Косова | Матчи и голы Бесарта Бериши за сборную Косова | Матчи и голы Бесарта Бериши за сборную Косова | Матчи и голы Бесарта Бериши за сборную Косова |
| №                                             | Дата                                          | Место проведения                              | Соперник                                      | Счёт                                          | Голы                                          | Соревнование                                  |
| --------------------------------------------- | --------------------------------------------- | --------------------------------------------- | --------------------------------------------- | --------------------------------------------- | --------------------------------------------- | --------------------------------------------- |
| 1                                             | 24 марта 2017                                 | Лоро Боричи, Шкодер                           | Исландия                                      | 1:2                                           | —                                             | Квалификация ЧМ-2018                          |

Итого: 1 матч / 0 голов; eu-football.info.

## Достижения
Командные
 «Брисбен Роар»
- Чемпион Эй-лиги: 2011/12, 2013/14
- Победитель регулярного чемпионата Эй-лиги: 2013/14

 «Мельбурн Виктори»
- Чемпион Эй-лиги: 2014/15, 2017/18
- Победитель регулярного чемпионата Эй-лиги: 2014/15
- Обладатель Кубка Футбольной федерации Австралии: 2015

Индивидуальные
- Лучший бомбардир Эй-лиги: 2011/12 (19 мячей), 2016/17 (19 мячей)
- Член символической сборной Эй-лиги: 2011/12, 2013/14, 2014/15, 2016/17, 2019/20[15]
- Участник Матча всех звёзд Эй-лиги: 2013, 2014
- Член символической сборной десятилетия Эй-лиги (2005—2015)